# TVR Sagaris
La TVR Sagaris è un'automobile progettata e costruita dalla casa automobilistica britannica TVR nella fabbrica di Lancashire.
Il prototipo della Sagaris fu presentato nel 2003 in occasione della MPH03 Auto Show. La vettura che sarebbe stata prodotta fu presentata nel 2004 al Birmingham Motorshow e la vendita cominciò lo stesso anno.

## Tecnica

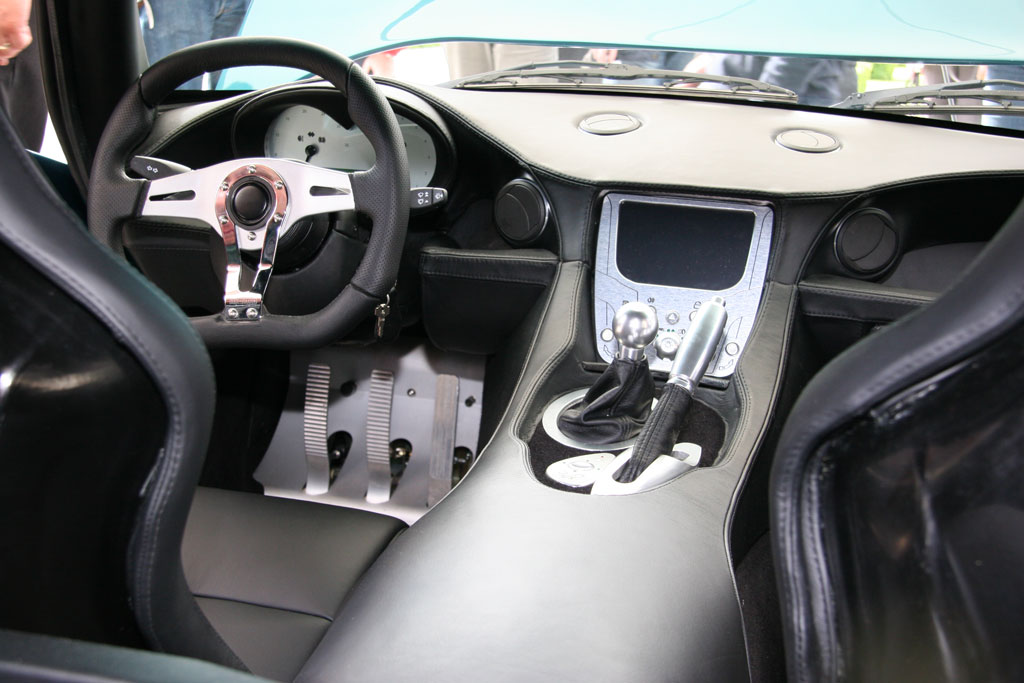
Gli interni

Basata sulla TVR T350, la Sagaris era concepita per gare automobilistiche di endurance. Questo si traduce nelle molte prese d'aria e particolari della scocca che garantiscono un raffreddamento costante, molto importante in questo tipo di gara.
Come tutte le TVR, anche la Sagaris ignora completamente le linee-guida dell'UE riguardo alle automobili, non utilizzando così ABS o airbag, né controlli elettronici per stabilità o trazione, che ne accentuano l'uso in pista.
Il nome, Sagaris, deriva dall'omonima ascia da combattimento (molto leggera) usata dagli Sciti, che usavano per penetrare l'armatura del nemico. La Sagaris è stata disegnata da Graham Browne.

## Caratteristiche tecniche
- Motore: 6 cilindri in linea da 3996 cm³, 24V (4 valvole per cilindro), rapporto di compressione 12,2:1
- Potenza: 406 CV (298 kW) a 7000 rpm
- Coppia: 473 Nm a 4500 rpm
- Cambio: manuale a 5 rapporti
- Trazione: posteriore
- Omologazione Euro 4
- Velocità massima: 298 km/h (185 mph)
- Accelerazione 0–100 km/h: 3.8 secondi
- Accelerazione 0-60 mph (97 km/h): 3.7 secondi[3]
- Frenata 60-0 mph (97-0 km/h): 2.9 secondi[4]
- Consumi di circa 12 litri/100 km